# UGC 4879
UGC 4879 est une naine irrégulière de type magellanique située dans la constellation de la Grande Ourse à environ 4,2 millions d'années-lumière de la Voie lactée.
UGC 4879 fait partie du Groupe local de galaxies et sa vitesse radiale négative indique que cette galaxie s'approche de la nôtre.

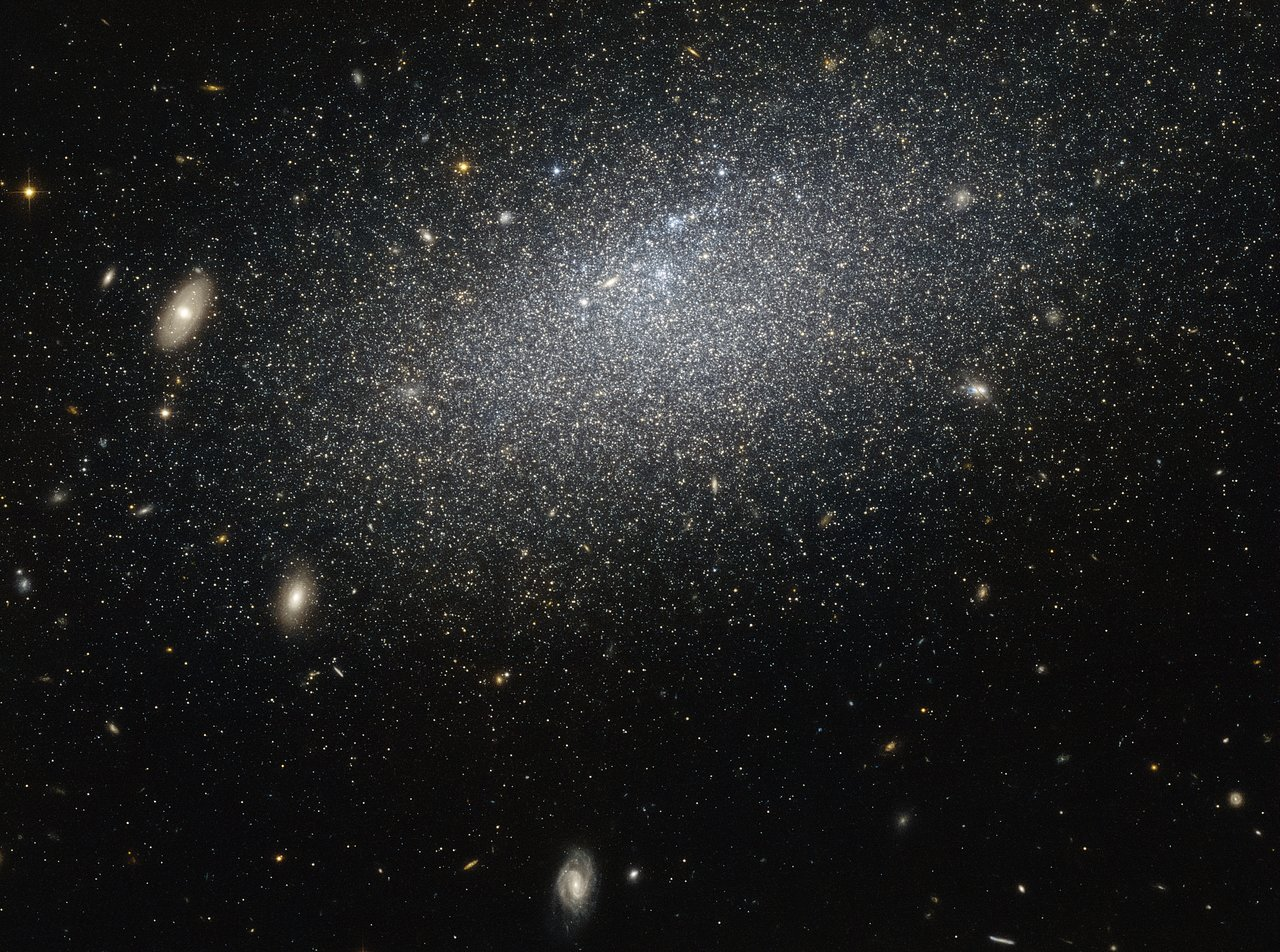
UGC 4879 par le télescope spatial Hubble.

## UGC 4879, une galaxie isolée
Cette galaxie est également isolée. Il y a environ 2,3 millions d'années-lumière entre UGC 4879 et son plus proche voisin, Leo A, soit à peu près la même distance que celle entre la galaxie d'Andromède et la Voie lactée.
Des études réalisée sur UGC 4879, ont révélé qu'une importante quantité de ses étoiles se sont formées au cours des 4 premiers milliards d'années après le Big Bang. Cette période a été suivie d'une étrange accalmie pendant les milliards d'années suivantes, puis la formation d'étoiles a repris récemment. L'origine de ce comportement reste un mystère.